# 盛岡市
39°42′7.5″N 141°09′16.2″E / 39.702083°N 141.154500°E
盛岡市（日语：／ Morioka shi）是位於日本岩手縣內陸地區的一個城市，地理位置上接近岩手縣的中央，為岩手縣縣廳所在地，縣內的最大都市和政治、經濟和交通中心。盛岡古稱「不来方」、「古志方」，其歷史起源於平安時代，當時桓武天皇下令在此興建志波城。安土桃山時代最初被稱為「森岡」，是南部氏的城下町。在江戶時代，南部藩藩主南部氏將森岡改為「盛岡」，寓意祈求這裡興盛繁榮，南部藩也在此之後改名盛岡藩。日本廢藩置縣之後，盛岡市成為縣廳的所在地。1982年東北新幹線的通車令盛岡市成為北東北地區的交通樞紐。
盛岡市在2000年11月升格成為特例市，並在2008年4月進一步升格為中核市。

## 歷史
盛岡市內最早的人類活動遺跡是小石川遺跡，其歷史可追溯至舊石器時代。在大館町遺跡和大新町遺跡則發現了繩文時代的遺跡。自彌生時代至奈良時代，盛岡地處和人勢力和北方勢力的分界地帶。與大和王權在東北地方的主要據點仙台平原相比，中央政權對盛岡的影響力較弱。直到平安時代時期，桓武天皇開始經營東北，派坂上田村麻呂在現在的盛岡市興建志波城，成為陸奧國的北方邊界。盛岡自這一時期開始進入律令制的控制區域之內。
10世紀時，盛岡處於安倍氏的支配之下。後三年之役之後，奧州藤原氏成為盛岡的統治者，直到鎌倉幕府成立。在鎌倉時代，源賴朝在攻滅奧州藤原氏之後將岩手郡賜給工藤氏管理。南北朝時期，盛岡一帶被親北朝的斯波氏、稗貫氏和親南朝的北畠氏、葛西氏、南部氏等氏族割據，最終形成以岩手郡為根據地的南部氏的對上以紫波郡為根據地的斯波氏的局面。這一態勢持續到16世紀。
1588年（天正16年），南部氏完全控制了岩手郡和斯波郡（改名自紫波郡），並在1597年（天正20年）開始修築不來方城（現在的盛岡城），盛岡城下町的歷史自此開始。江戶時代的盛岡是盛岡藩的中心城市和南部氏的統治據點。

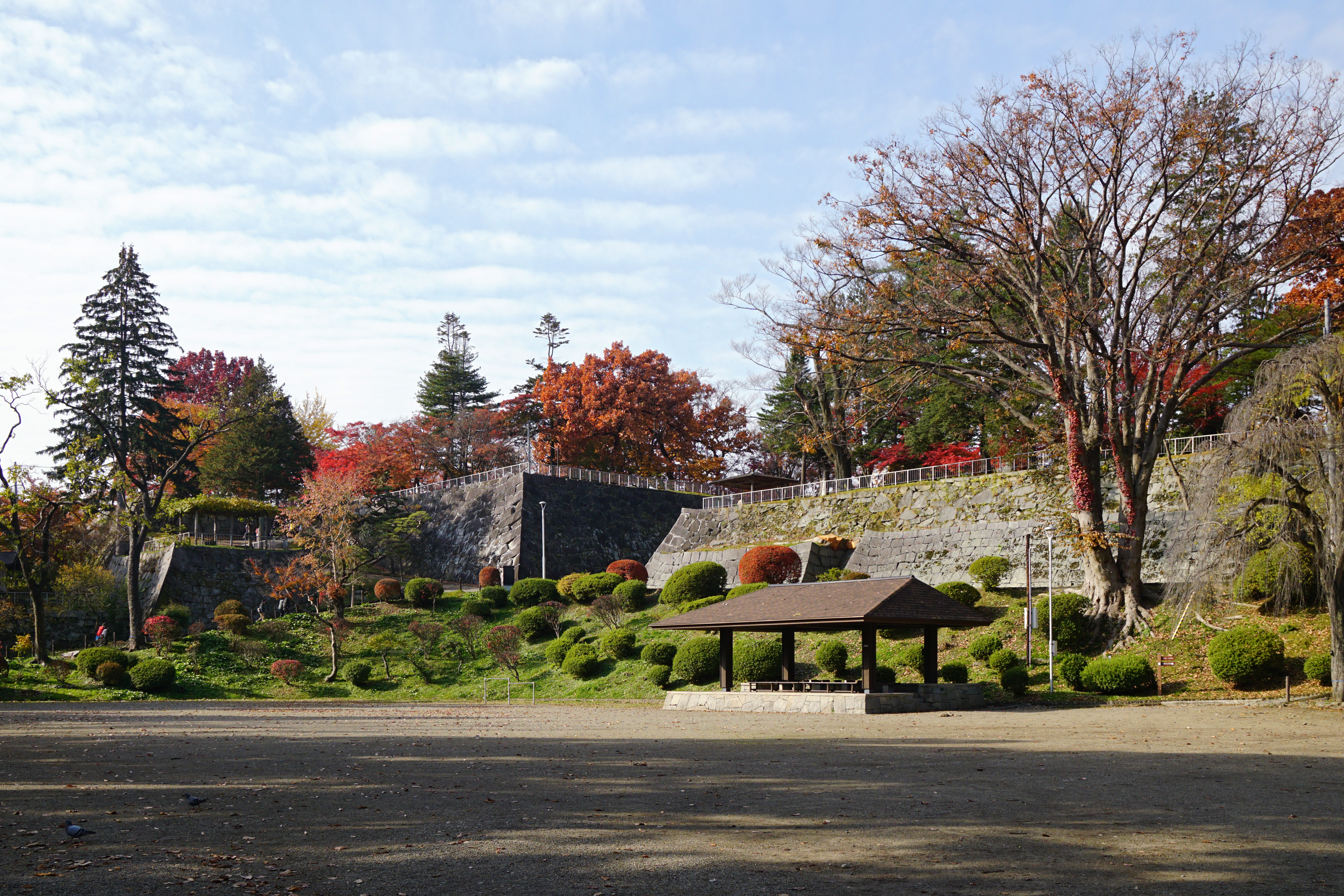
盛岡城石垣

在戊辰戰爭中，由於盛岡藩站在幕府一方，1869年，南部氏一度被轉封到白石城。雖然南部氏只在被轉封四個月之後就回到盛岡，盛岡藩也得以恢復。然而由於盛岡藩財政破產，南部氏迫不得已申請廢藩置縣。1870年，盛岡藩被盛岡縣取而代之，並在1872年和一些其他藩的領地統合，改名為岩手縣。1874年，盛岡城的大部分建築被拆除。1889年，盛岡正式設市，是日本首批「市」之一。1890年東北本線通車及盛岡車站的開業、盛岡銀行的開業等事件都標誌盛岡在19世紀後期開始近代化。
戰前的盛岡是一座軍事都市，不僅陸軍工兵第八大隊和陸軍騎兵第三旅團23、24聯隊駐紮於此，盛岡還設有陸軍預備士官學校，有「軍都」之稱。1945年3月10日，盛岡遭到美軍空襲，站前區域受損嚴重。1959年盛岡車站重建工程的竣工是盛岡完成戰後重建的象徵。隨著1979年東北自動車道和1982年東北新幹線的開通，盛岡市的長途聯外交通大幅改善，站前區域也因新幹線的開通而重新得到開發:232。
2006年，盛岡市和玉山村合併，轄區面積因此大幅增加，並在兩年之後的2008年升格為中核市。2011年的東日本大震災時盛岡市雖未直接受到海嘯災害影響，但發生全市停電等間接災害。另一方面，岩手縣在地震之後出現沿海地區人口向內陸遷移的趨勢，盛岡市的人口也因此略有增加。

## 地理

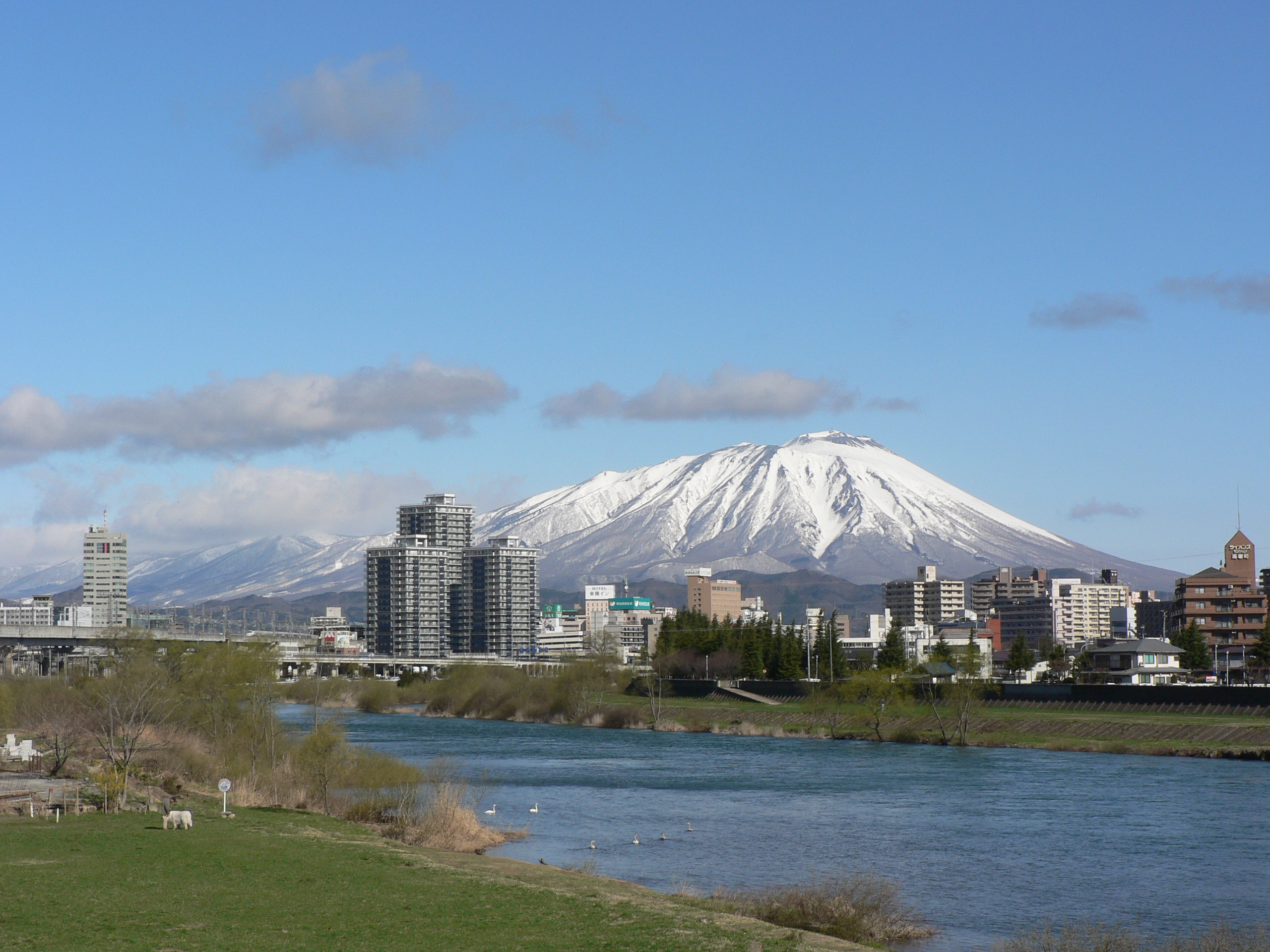
盛岡市區和岩手山

盛岡市位於岩手縣內陸地區北上盆地的中部，市中心地處雫石川、中津川和北上川交匯處:31。中心市區則被岩手山、秋田駒岳、秋田駒岳、早池峰山、姬神山、等山峰環繞，但市中心南側地區的地形較為開闊:228。自盛岡市中心看到的岩手山的景色被認為是最能代表盛岡的景色之一。盛岡市中心地處河畔的河階地形，地盤的地質以花崗岩為主:228。該市在2006年和玉山村合併之前的面積是489.15平方公里，合併之後面積大幅增加到886.47平方公里。而以盛岡市為中心的都市圈更佔岩手縣面積的23.8%，顯示出盛岡在岩手的重要地位。

### 氣候
盛岡市因地處北上盆地而呈現出內陸性氣候的特徵。盛岡地方氣象台過去錄得的最高氣溫記錄是37.2℃（1924年7月12日），最低氣溫記錄是-20.6℃（1945年1月26日），冬夏溫差十分明顯。盛岡市的年平均氣溫是10.2℃，在日本全國都道府縣廳所在地城市中僅高於札幌市。在夏季，由於盛岡有時會發生山背（鄂霍茨克海氣團的冷風吹襲北海道、東北地方和關東地方太平洋沿岸，導致濃霧發生的現象）或焚風現象，因此夏季溫度變動明顯。冬季的盛岡則是本州最為寒冷的城市，並且容易發生輻射冷卻現象，使得有時會出現晴天反而錄的極端低溫的情況。盛岡市內的藪川氣象台在1945年1月26日錄得-35℃的低溫記錄，是本州有記錄以來的最低氣溫。
| 盛岡地方氣象台(1981-2010) | 盛岡地方氣象台(1981-2010) | 盛岡地方氣象台(1981-2010) | 盛岡地方氣象台(1981-2010) | 盛岡地方氣象台(1981-2010) | 盛岡地方氣象台(1981-2010) | 盛岡地方氣象台(1981-2010) | 盛岡地方氣象台(1981-2010) | 盛岡地方氣象台(1981-2010) | 盛岡地方氣象台(1981-2010) | 盛岡地方氣象台(1981-2010) | 盛岡地方氣象台(1981-2010) | 盛岡地方氣象台(1981-2010) | 盛岡地方氣象台(1981-2010) |
| 月份                      | 1月                       | 2月                       | 3月                       | 4月                       | 5月                       | 6月                       | 7月                       | 8月                       | 9月                       | 10月                      | 11月                      | 12月                      | 全年                      |
| ------------------------- | ------------------------- | ------------------------- | ------------------------- | ------------------------- | ------------------------- | ------------------------- | ------------------------- | ------------------------- | ------------------------- | ------------------------- | ------------------------- | ------------------------- | ------------------------- |
| 历史最高温 °C（°F）       | 13.2 (55.8)               | 14.4 (57.9)               | 21.0 (69.8)               | 29.0 (84.2)               | 33.6 (92.5)               | 33.7 (92.7)               | 37.2 (99.0)               | 36.6 (97.9)               | 33.8 (92.8)               | 29.2 (84.6)               | 21.3 (70.3)               | 17.9 (64.2)               | 37.2 (99.0)               |
| 平均高温 °C（°F）         | 1.8 (35.2)                | 2.9 (37.2)                | 7.0 (44.6)                | 14.4 (57.9)               | 19.7 (67.5)               | 23.5 (74.3)               | 26.4 (79.5)               | 28.3 (82.9)               | 23.6 (74.5)               | 17.6 (63.7)               | 10.6 (51.1)               | 4.6 (40.3)                | 15.0 (59.0)               |
| 日均气温 °C（°F）         | −1.9 (28.6)               | −1.2 (29.8)               | 2.2 (36.0)                | 8.6 (47.5)                | 14.0 (57.2)               | 18.3 (64.9)               | 21.8 (71.2)               | 23.4 (74.1)               | 18.7 (65.7)               | 12.1 (53.8)               | 5.9 (42.6)                | 1.0 (33.8)                | 10.2 (50.4)               |
| 平均低温 °C（°F）         | −5.6 (21.9)               | −5.2 (22.6)               | −2.2 (28.0)               | 3.0 (37.4)                | 8.5 (47.3)                | 13.8 (56.8)               | 18.1 (64.6)               | 19.6 (67.3)               | 14.6 (58.3)               | 7.3 (45.1)                | 1.5 (34.7)                | −2.4 (27.7)               | 5.9 (42.6)                |
| 历史最低温 °C（°F）       | −20.6 (−5.1)              | −17.7 (0.1)               | −17.1 (1.2)               | −7.8 (18.0)               | −2.0 (28.4)               | 1.3 (34.3)                | 4.3 (39.7)                | 7.4 (45.3)                | 2.5 (36.5)                | −3.4 (25.9)               | −8.6 (16.5)               | −17.7 (0.1)               | −20.6 (−5.1)              |
| 平均降水量 mm（）         | 53.1 (2.09)               | 48.7 (1.92)               | 80.5 (3.17)               | 87.5 (3.44)               | 102.7 (4.04)              | 110.1 (4.33)              | 185.5 (7.30)              | 183.8 (7.24)              | 160.3 (6.31)              | 93.0 (3.66)               | 90.2 (3.55)               | 70.8 (2.79)               | 1,266 (49.84)             |
| 平均降雪量 cm（）         | 85 (33)                   | 74 (29)                   | 46 (18)                   | 4 (1.6)                   | 0 (0)                     | 0 (0)                     | 0 (0)                     | 0 (0)                     | 0 (0)                     | 0 (0)                     | 10 (3.9)                  | 53 (21)                   | 272 (106.5)               |
| 月均日照時數              | 116.9                     | 127.5                     | 160.4                     | 173.7                     | 185.4                     | 154.7                     | 128.5                     | 149.1                     | 123.7                     | 145.8                     | 116.9                     | 101.6                     | 1,684.1                   |
| 来源：日本氣象廳          |                           |                           |                           |                           |                           |                           |                           |                           |                           |                           |                           |                           |                           |

## 人口
盛岡市在設市時面積4.47平方公里，人口有29,190人。此後隨著城市化的進展和轄區範圍的擴大，盛岡市的人口也穩健增加。戰後的1947年時，盛岡市人口已經超過10萬人，1970年代時更超過20萬人。然而1980年代之後，盛岡市的人口增長速度趨於平緩。2000年時，盛岡市人口達到302,857人的峰值，此後人口開始減少。另一方面，由於岩手縣人口減少速度比盛岡市更快，岩手縣內盛岡市佔據的人口比重從1985年的20%增加到2015年的23.3%。和東北地方其他主要城市相比，盛岡市的人口減少速度也相對較慢。盛岡市的總和生育率為1.32，低於日本平均水準。在東日本大震災之後，由於遷入人口的增加，使得盛岡市人口一度轉為增加，但2014年之後已再次減少。2017年2月28日時，盛岡市有人口292,599人。

## 政治
盛岡市和紫波郡在日本眾議院選舉中同屬於岩手縣第1區，而在2017年以前，舊玉山村的部分屬於岩手縣第2區，餘下地區屬於岩手縣第1區。民主黨（現民進黨）在岩手1區擁有極強的優勢。現岩手縣知事達增拓也在1996年至2005年連續四次當選該選區的議員。在達增拓也參加岩手縣知事選舉而辭去議員職務之後，民主黨的階猛（在2017年加入希望之黨）又從2007年開始連續當選岩手1區選出的眾議院議員。盛岡市的現任市長是內館茂，他在2023年8月的選舉中當選，其任期將持續至2027年9月。盛岡市議會共有38名議員。市議會的最大黨派是盛友會。在岩手縣議會中，盛岡市共有10名議員。

## 經濟

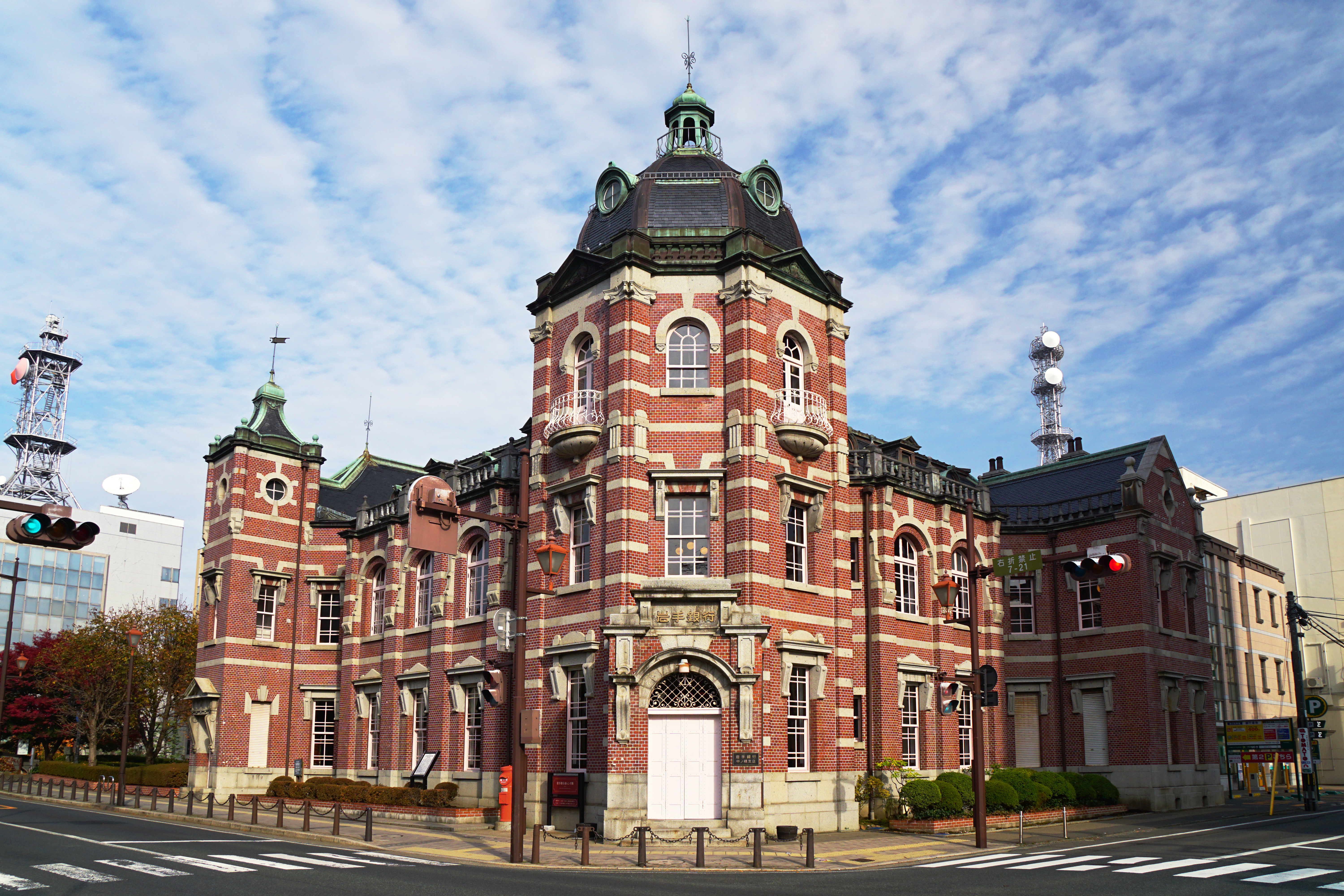
岩手銀行紅磚館曾是岩手銀行的總部，現在是觀光景點

農業在現在的盛岡市經濟中只占很小的比重。2016年，盛岡市的耕地面積有8,770公頃，農家數有4,081戶，農業就業人口有4,678人。盛岡市的農業呈現都市近郊農業的典型特徵，主要農產品是稻米和蔬菜。在畜產品方面則是以雞肉的比例最高。盛岡市是一座消費型城市，製造業在經濟中所占比重和鄰近市町村相比較低。在盛岡市的製造業中，食品製造業占據的比重最大，森永乳業在盛岡設有工廠。由於盛岡市集中了岩手縣內大部分的大學的教育機構，因此盛岡市的IT產業的有一定發展，在東北地方規模僅次於仙台市。
服務業在盛岡市經濟中擁有最重要地位。盛岡市75%的就業人口從事服務業工作，高於日本平均水準。盛岡是日本少有的擁有超過兩家地方銀行總部的地方都市。總部設在盛岡市的銀行有岩手銀行、北日本銀行、東北銀行。盛岡市集中了岩手縣內50.7%的批發額和27.8%的零售額，是岩手縣內的消費中心。市內的主要購物地點有和盛岡車站融為一體的FES"AN、MOSS、永旺MALL等設施。川德和Nanak則是創業於盛岡的零售企業。觀光業在盛岡市的服務業中亦有重要地位。2013年，遊覽盛岡市的觀光客達471.7萬人，其中97.9萬人在盛岡市住宿。盛岡市具代表性的景點有石割櫻、盛岡城、岩手銀行紅磚館等。

## 交通

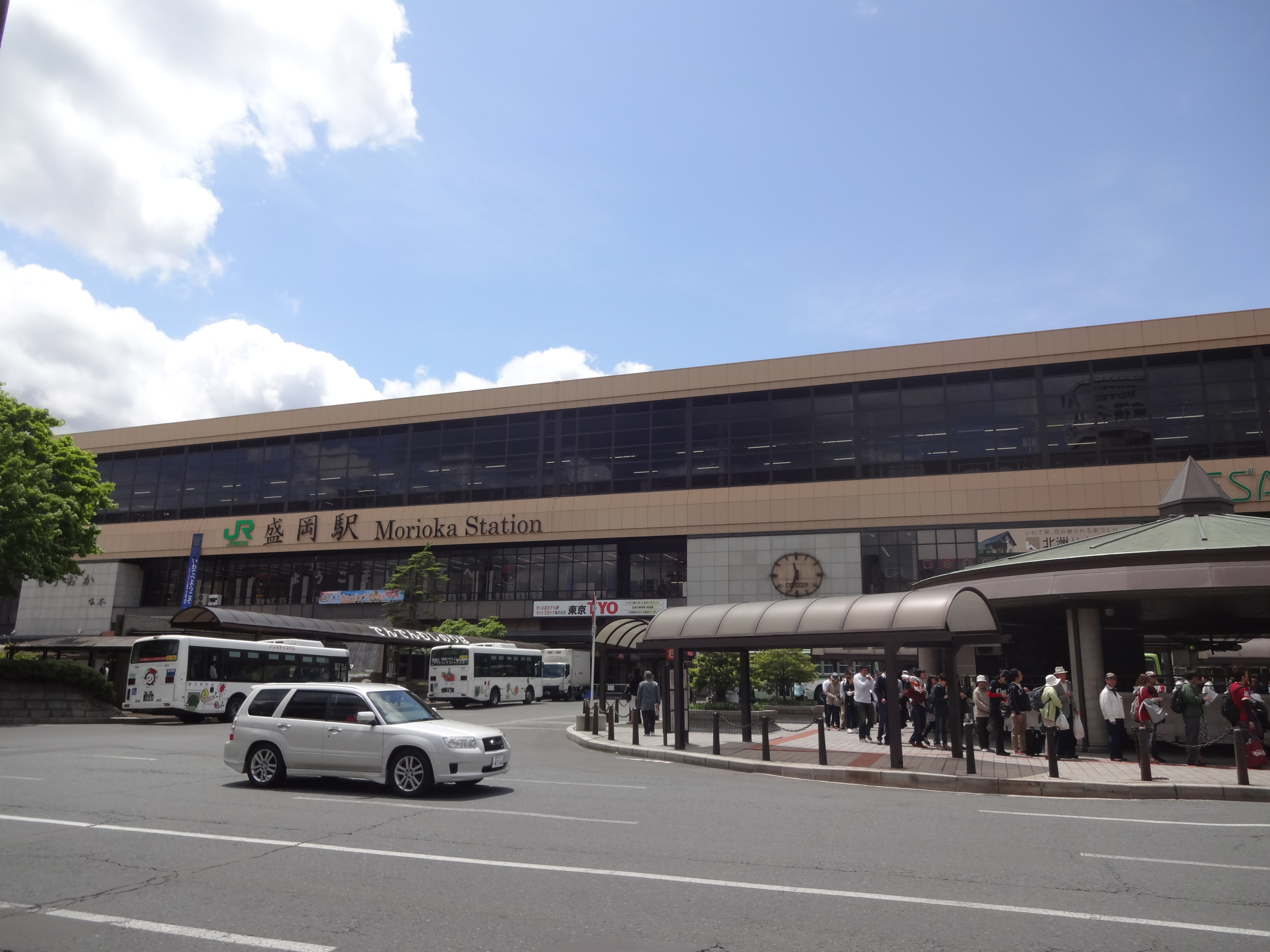
盛岡車站

盛岡市是北東北地方的交通中轉樞紐城市。盛岡車站是盛岡市的鐵路交通中心。在來線方面，東日本旅客鐵道（JR東日本）的東北本線、山田線、花輪線、田澤湖線途徑盛岡車站，並且盛岡車站是東北本線在北側的起點車站。東北新幹線的盛岡至八戶車站部分開通之後，東北本線的盛岡以北部分改為第三部門鐵路岩手銀河鐵道線，並以盛岡車站以南側起點。新幹線方面，自1982年東北新幹線開通至2002年通車區間延長到八戶車站為止，盛岡車站是東北新幹線在北側的起點。加上盛岡車站也是秋田新幹線的端點車站之一，使得盛岡車站成為北東北地區新幹線中轉的樞紐。途徑盛岡的高速公路有東北自動車道。盛岡市區的巴士交通主要由岩手縣交通承擔運行。盛岡市內並沒有機場，距離盛岡最近的機場是花卷機場，自盛岡車站運行有前往花卷機場的巴士。

## 文化教育
盛岡方言屬於東北方言的北奧羽方言。由於盛岡市在江戶時代是城下町，武士階級對城市文化影響強烈，使得盛岡方言有著敬語發達；町人用語和武家用語相近；促音、撥音、長音和其之前的音節發音相連等特徵。石川啄木和宮澤賢治是最能代表盛岡文化的作家。石川啄木出生在玉山村，是日本著名的短歌作家。雖然他主要在東京、北海道等地活躍，但對故鄉有深厚感情，寫下眾多以盛岡和東北地方為主題的短歌。盛岡市內有多處石川啄木的歌碑，並且盛岡車站東口的題字也是取自石川啄木的筆跡。石川啄木紀念館也是盛岡代表的觀光景點。詩人、童話作家宮澤賢治雖然出生在花卷町（現花卷市），但在盛岡度過了學生時代。這一時期對他之後的創作生涯和作品風格都有很大影響。

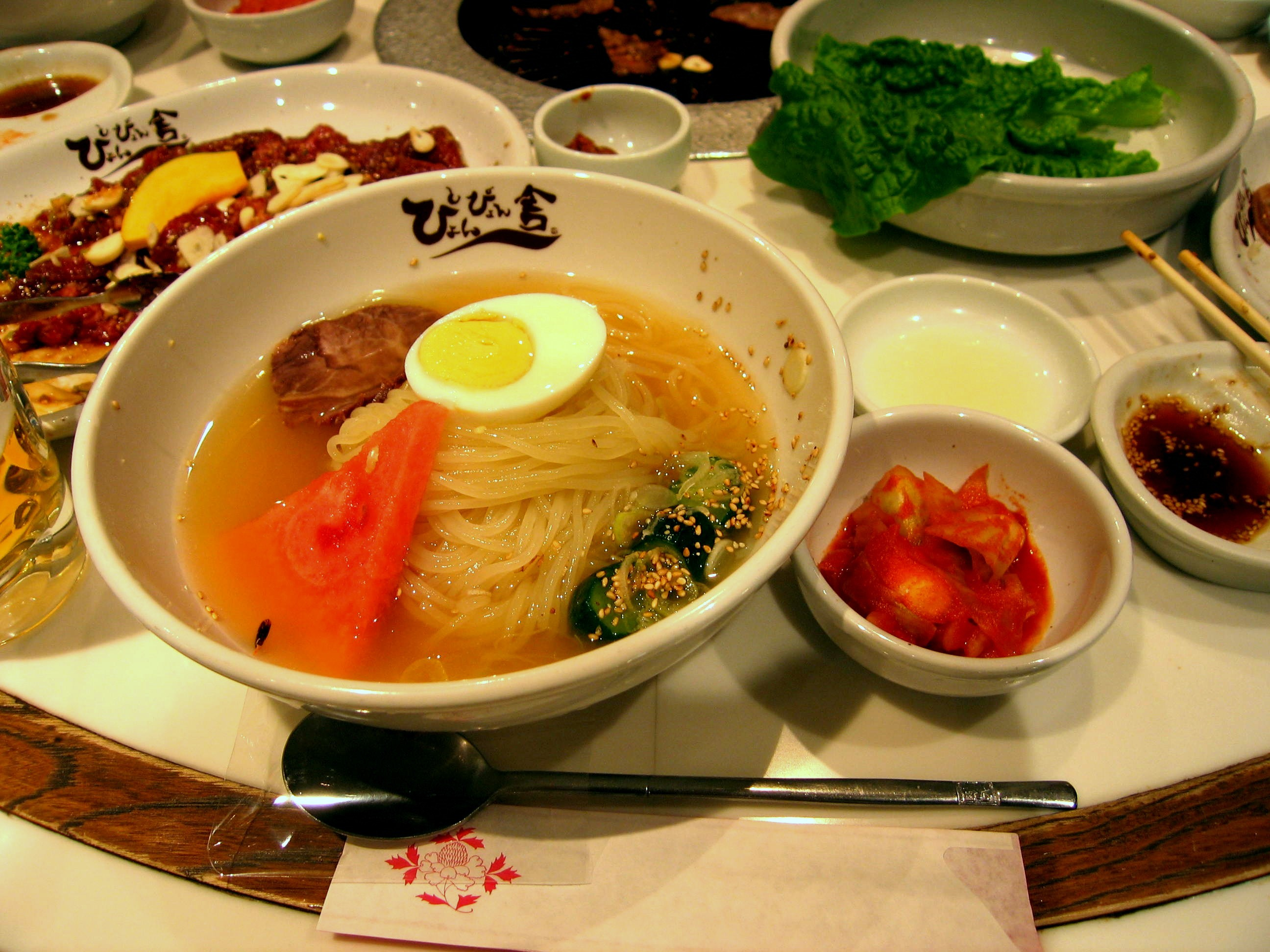
盛岡冷麵

盛岡的麵食文化十分聞名，有「麵都」之稱，其中又以椀麵、盛岡炸醬麵和盛岡冷麵最為著名，並稱為「盛岡三大麵」。椀麵是一種用椀（小木碗）重複添麵的蕎麥麵吃法，原本的用意是希望客人能確實吃飽。在盛岡當地，經常會在婚喪喜慶的宴席結束時提供蕎麥麵供客人食用。盛岡市每年舉辦吃椀麵大賽，在2000年曾有人達成15分鐘內吃下451碗椀麵的記錄。盛岡炸醬麵起源於中國北部的炸醬麵，當地的特色吃法是吃完大部分麵之後剩下少許麵條和湯，並在剩餘部分加入雞蛋使其成為雞蛋湯（チータンタン）。盛岡冷麵則是由在日本居住的朝鮮半島移民發明，融合了咸興冷面和平壤冷面的特點，常和烤肉搭配食用。盛岡是著名的日本酒產地，釀酒產業傳統悠久，是日本酒南部杜氏流派的主要據點。
盛岡市內現在有岩手大學和岩手醫科大學兩家大學。岩手大學是由盛岡農林專門學校、盛岡工業專門學校、岩手師範學校、岩手青年師範學校四所學校合併而成，是岩手縣的最高學府。總部設在盛岡市的媒體有岩手日報、盛岡時報、NHK盛岡放送局、IBC岩手放送、岩手電視台、岩手可愛電視台、岩手朝日電視台。以盛岡市為主場的職業體育俱樂部有參加日本職業足球丙級聯賽的盛岡仙鶴。

## 姊妹城市
盛岡市和加拿大維多利亞在1985年締結了姊妹城市關係。盛岡市是新渡戶稻造博士出生之地，而維多利亞是新渡戶稻造的去世之地，兩者因此成為姊妹城市。盛岡市和台灣的花蓮市則在2019年11月24日締結為友好城市。

## 外部連結
- 官方网站
- 盛岡市的X（前Twitter）